# Thrinchostoma nigrum
Thrinchostoma nigrum är en biart som beskrevs av Gregory B. Pauly 2001. Thrinchostoma nigrum ingår i släktet Thrinchostoma och familjen vägbin. Inga underarter finns listade i Catalogue of Life.